# Chinese Super League (2007)
Rozgrywki 2007 były 4. sezonem w historii profesjonalnej Super League. Tytułu mistrzowskiego broniło Shandong Luneng Taishan. Sezon toczył się systemem kołowym. Udział w nim wzięło dwanaście najlepszych zespołów z poprzednich rozgrywek (Shanghai United i Shanghai Shenhua połączyły się przed startem sezonu) i dwie drużyny, które awansowały z China League One. Po sezonie z ligi spadł zespół Xiamen Lanshi. Mistrzostwo zdobyła drużyna Changchun Yatai.

## Zespoły
| Uczestnicy poprzedniej edycji                                                                                 | Uczestnicy poprzedniej edycji | Uczestnicy poprzedniej edycji | Uczestnicy poprzedniej edycji |
| --- | ----------------------------- | ----------------------------- | ----------------------------- |
| GUO | Beijing Guo’an                |                               |                               |
| YAT | Changchun Yatai               |                               |                               |
| GIN | Changsha Ginde                |                               |                               |
| DAL | Dalian Shide                  |                               |                               |
| INT | Inter Shanghai                |                               |                               |
| LZH | Liaoning Whowin               |                               |                               |
| QIN | Qingdao Zhongneng             |                               |                               |
| SLT | Shandong Luneng Taishan       |                               |                               |
| SSH | Shanghai Shenhua              |                               |                               |
| SHE | Shenzhen Ruby                 |                               |                               |
| TED | Tianjin Teda                  |                               |                               |
| WUH | Wuhan Optics Valley           |                               |                               |
| XIA | Xiamen Lanshi                 |                               |                               |
| Awans z China League One 2006                                                                                 |                               |                               |                               |
| HEN | Henan Jianye                  |                               |                               |
| HGR | Hangzhou Greentown            |                               |                               |
| Oznaczenia: - kolumna pierwsza – skróty nazw drużyn, - kolumna trzecia – miejsce zajęte w poprzednim sezonie. |                               |                               |                               |

Shanghai Shenhua i Shanghai United połączyły się przed rozpoczęciem rozgrywek.
Shenyang Ginde zmienił nazwę na Changsha Ginde.

## Tabela
| Lp. | Klub                    | M  | Z  | R  | P  | B+ | B- | +/- | Pkt. | Uwagi       |
| --- | ----------------------- | -- | -- | -- | -- | -- | -- | --- | ---- | ----------- |
| 1   | Changchun Yatai         | 28 | 16 | 7  | 5  | 48 | 25 | +23 | 55   | Mistrzostwo |
| 2   | Beijing Guo’an          | 28 | 15 | 9  | 4  | 45 | 19 | +26 | 54   |             |
| 3   | Shandong Luneng Taishan | 28 | 14 | 6  | 8  | 53 | 29 | +24 | 48   |             |
| 4   | Shanghai Shenhua        | 28 | 12 | 10 | 6  | 35 | 29 | +6  | 46   |             |
| 5   | Dalian Shide            | 28 | 11 | 11 | 6  | 36 | 31 | +5  | 44   |             |
| 6   | Tianjin Teda            | 28 | 12 | 8  | 8  | 31 | 22 | +9  | 44   |             |
| 7   | Wuhan Optics Valley FC  | 28 | 11 | 7  | 10 | 29 | 31 | -2  | 40   |             |
| 8   | Qingdao Jonoon          | 28 | 10 | 6  | 12 | 36 | 42 | -6  | 36   |             |
| 9   | Liaoning Whowin         | 28 | 9  | 8  | 11 | 26 | 36 | -10 | 35   |             |
| 10  | Changsha Ginde          | 28 | 8  | 10 | 10 | 17 | 24 | -7  | 34   |             |
| 11  | Hangzhou Greentown      | 28 | 6  | 10 | 12 | 25 | 35 | -10 | 28   |             |
| 12  | Henan Jianye            | 28 | 5  | 12 | 11 | 20 | 28 | -8  | 27   |             |
| 13  | Inter Shanghai          | 28 | 4  | 14 | 10 | 24 | 29 | -5  | 26   |             |
| 14  | Shenzhen Ruby           | 28 | 5  | 10 | 13 | 21 | 42 | -21 | 25   |             |
| 15  | Xiamen Lanshi           | 28 | 4  | 8  | 16 | 22 | 46 | -24 | 20   | Spadek      |

## Stadiony
| Zespół                  | Stadion                                                 | Miasto    | Pojemność       |
| ----------------------- | ------------------------------------------------------- | --------- | --------------- |
| Beijing Guo’an          | Stadion Robotniczy                                      | Pekin     | 70 161          |
| Changchun Yatai         | Development Area Stadium                                | Changchun | 25 000          |
| Dalian Shide            | Jinzhou Stadium                                         | Dalian    | 30 776          |
| Hangzhou Greentown      | Yellow Dragon Stadium                                   | Hangzhou  | 52 357          |
| Henan Jianye            | Zhengzhou Hanghai Stadium                               | Zhengzhou | 30 000          |
| Inter Shanghai          | Beijing Fengtai Stadium                                 | Pekin     | 31 043          |
| Liaoning Whowin         | Stadion Olimpijski                                      | Shenyang  | 60 000          |
| Qingdao Zhongneng       | Qingdao Tiantai Stadium                                 | Qingdao   | 20 525          |
| Shandong Luneng Taishan | Jinan Olympic Sports Center Stadium                     | Jinan     | 60 000          |
| Shanghai Shenhua        | Yuanshen Sports Centre Stadium                          | Szanghaj  | 20 000          |
| Changsha Ginde          | Stadion Yuexiushan                                      | Kanton    | 35 000          |
| Shenzhen Ruby           | Stadion Shenzhen                                        | Shenzhen  | 33 000          |
| Tianjin Teda            | Tianjin Olympic Center Stadium                          | Tiencin   | 60 000          |
| Wuhan Optics Valley     | Xinhua Road Sports Center / Wuhan Sports Center Stadium | Wuhan     | 32 000 / 52 357 |
| Xiamen Lanshi           | Xiamen Sports Centre Stadium                            | Xiamen    | 32 000          |

## Najlepsi strzelcy
| Poz. | Zawodnik            | Zespół                  | Bramki |
| ---- | ------------------- | ----------------------- | ------ |
| 1    | Li Jinyu            | Shandong Luneng Taishan | 15     |
| 2    | Han Peng            | Shandong Luneng Taishan | 13     |
| 3    | Elvis Scott         | Changchun Yatai         | 12     |
| 4    | Guillaume Dah Zadi  | Changchun Yatai         | 10     |
| 4    | Tiago Jorge Honório | Beijing Guo’an          | 10     |
| 5    | Du Zhenyu           | Changchun Yatai         | 9      |
| 6    | Liu Jian            | Qingdao Jonoon          | 8      |
| 6    | Yan Xiangchuang     | Beijing Guo’an          | 8      |
| 6    | Tao Wei             | Beijing Guo’an          | 8      |

## Frekwencja
- Suma kibiców: 3 173 500
- Średnia frekwencja w sezonie: 15 112